# Pilar Goya Laza
Pilar Goya Laza (Vitòria, 20 de setembre de 1951) és una química i professora d'investigació del Consell Superior d'Investigacions Científiques (CSIC), presidenta de la Societat Química Europea des del 2018.
Nascuda a Vitòria, ben aviat es va traslladar a Madrid. Va ser estudiant a l'Institut Britànic de Madrid i es va criar amb els seus avis perquè els seus pares van haver de marxar als Estats Units per motius professionals. Es doctorà en Ciències Químiques. A la dècada dels 70 va conèixer Alfredo Pérez Rubalcaba a la Facultat de Química de la Universitat Complutense de Madrid, on tots dos estudiaven la carrera de Ciències Químiques, que ella va continuar desenvolupant però que ell va aparcar per dedicar-se a la política. Després de llicenciar-se, es va traslladar a Alemanya amb una beca atorgada per la prestigiosa Fundació Alexander von Humboldt, per fer una estada postdoctoral a la Universitat de Konstanz. Tornaria a finals dels 70, i el 1979 acabà casant-se amb Pérez Rubalcaba, amb qui compartia inquietuds, interessos, carrera universitària i ideals polítics.
Ha exercit com a investigadora al CSIC (Consell Superior d'Investigacions Científiques), on va arribar a dirigir el departament de Relacions Internacionals. Des del 2001 és professora d'investigació. Està especialitzada en química mèdica i en el desenvolupament de nous fàrmacs. Entre els anys 2006 i 2015 va ser directora del Instituto de Química Médica del CSIC. Durant un temps va ocupar el càrrec de vicepresidenta de la Reial Societat Espanyola de Química. També ha estat presidenta de la Sociedad Española de Química Terapéutica i vicepresidenta de l'ONG Save the Children. El gener del 2018 fou nomenada presidenta d'EuChemS (European Chemical Society). Goya és autora de més de 150 publicacions científiques i ha publicat diversos llibres de divulgació científica, entre els quals destaca El dolor (2011).